# Mexikói út metróállomás
A Mexikói út a budapesti kisföldalatti (hivatalos nevén: M1-es metróvonal) északkeleti végállomása, mely a Széchenyi fürdőt követi a vonalon. Az állomást 1973-ban adták át a vonal meghosszabbítása és felszín alá vitelekor.

## Átszállási kapcsolatok
| Mexikói út | 25, 32, 225 74, 81, 82 1, 1A, 3, 69 396, 397, 398, 399, 402, 412, 414, 422, 424, 432, 434, 435, 436, 437, 438, 439, 442 1020, 1021, 1024, 1031, 1034, 1037, 1039, 1040, 1044, 1045, 1046, 1049, 1050, 1052, 1053, 1054, 1063, 1066, 1067, 1068, 1069, 1076 |  |

## Galéria

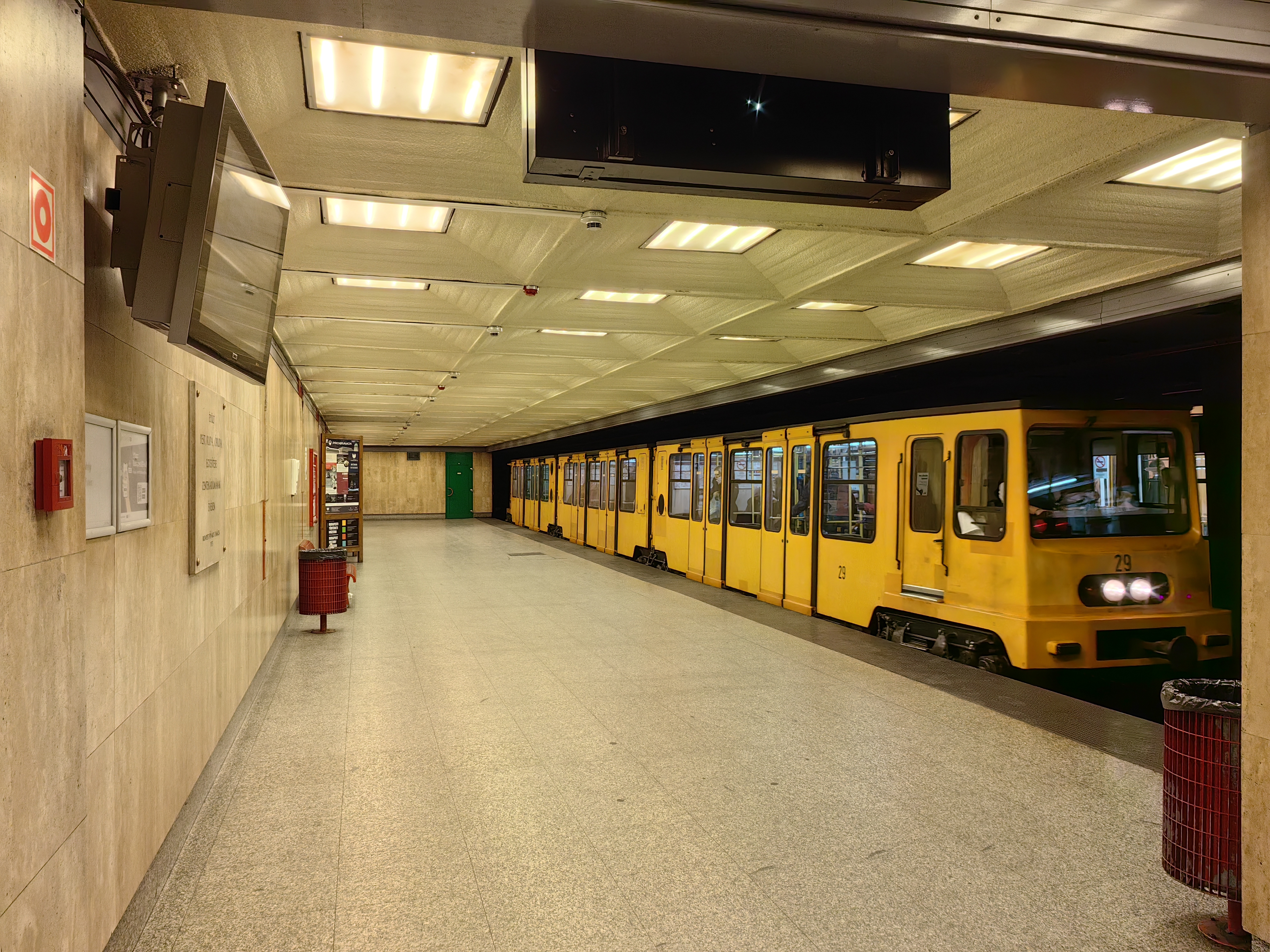
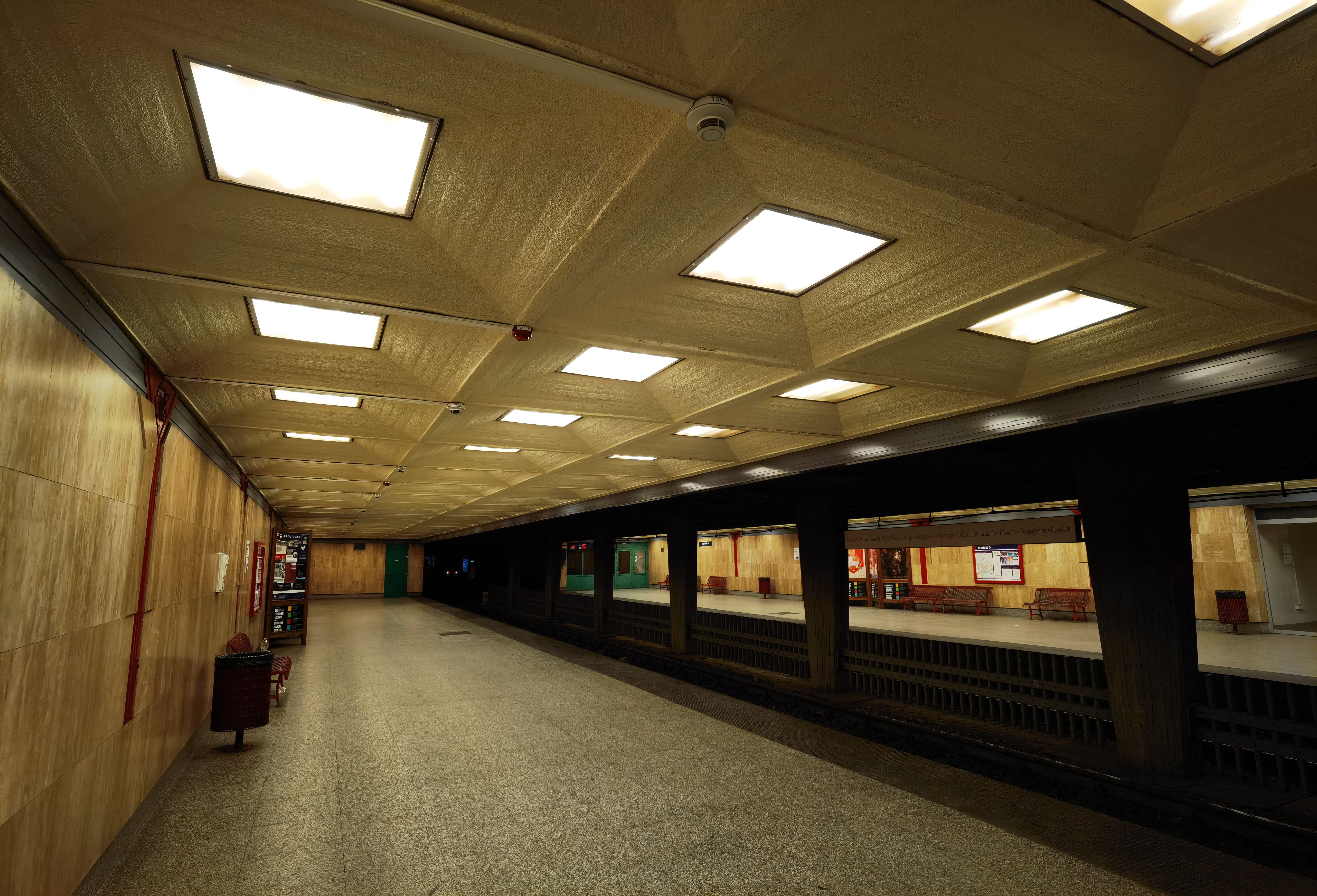
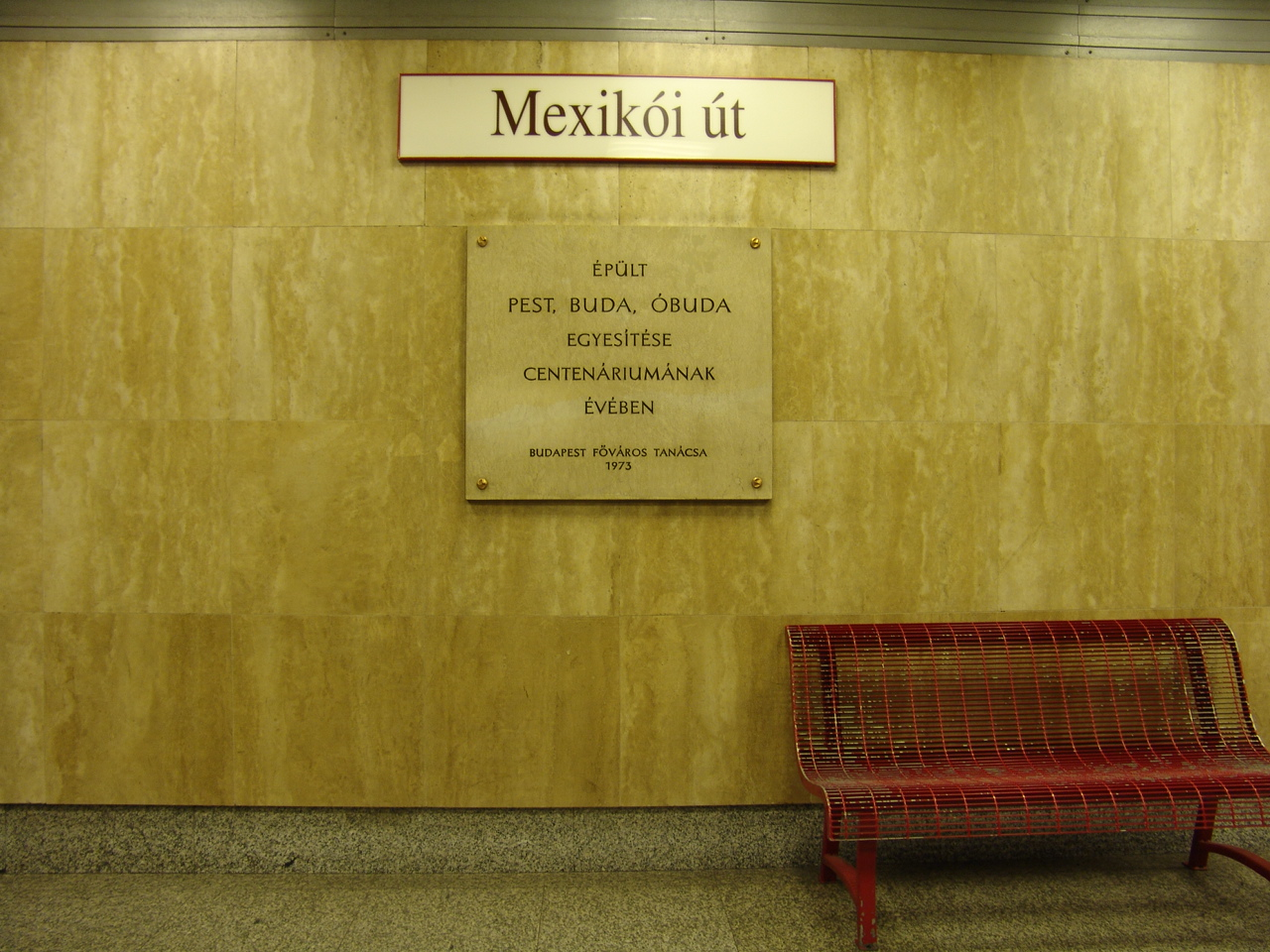
Emléktábla az állomáson
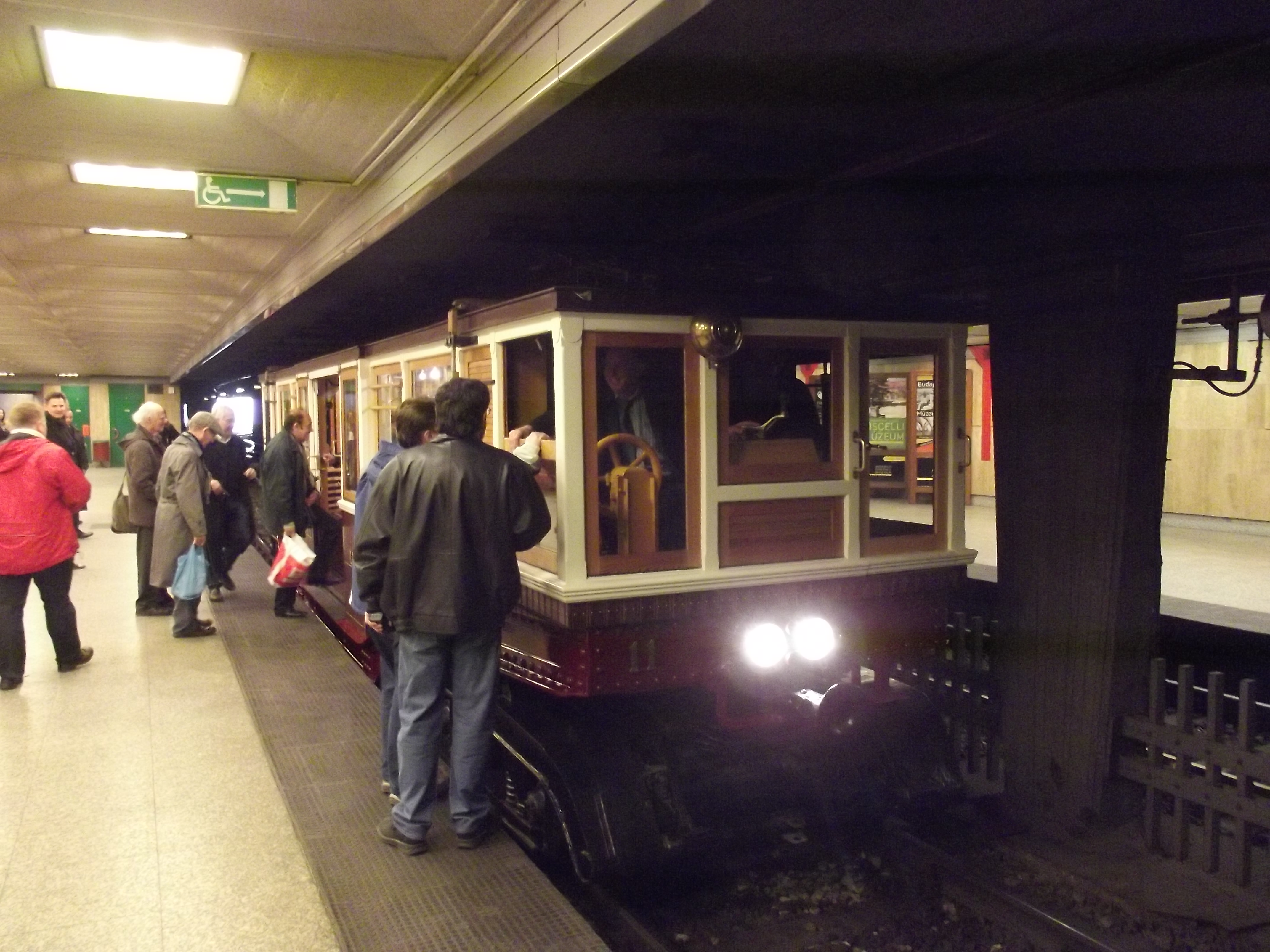
Régi földalatti szerelvény nosztalgiaként az állomáson
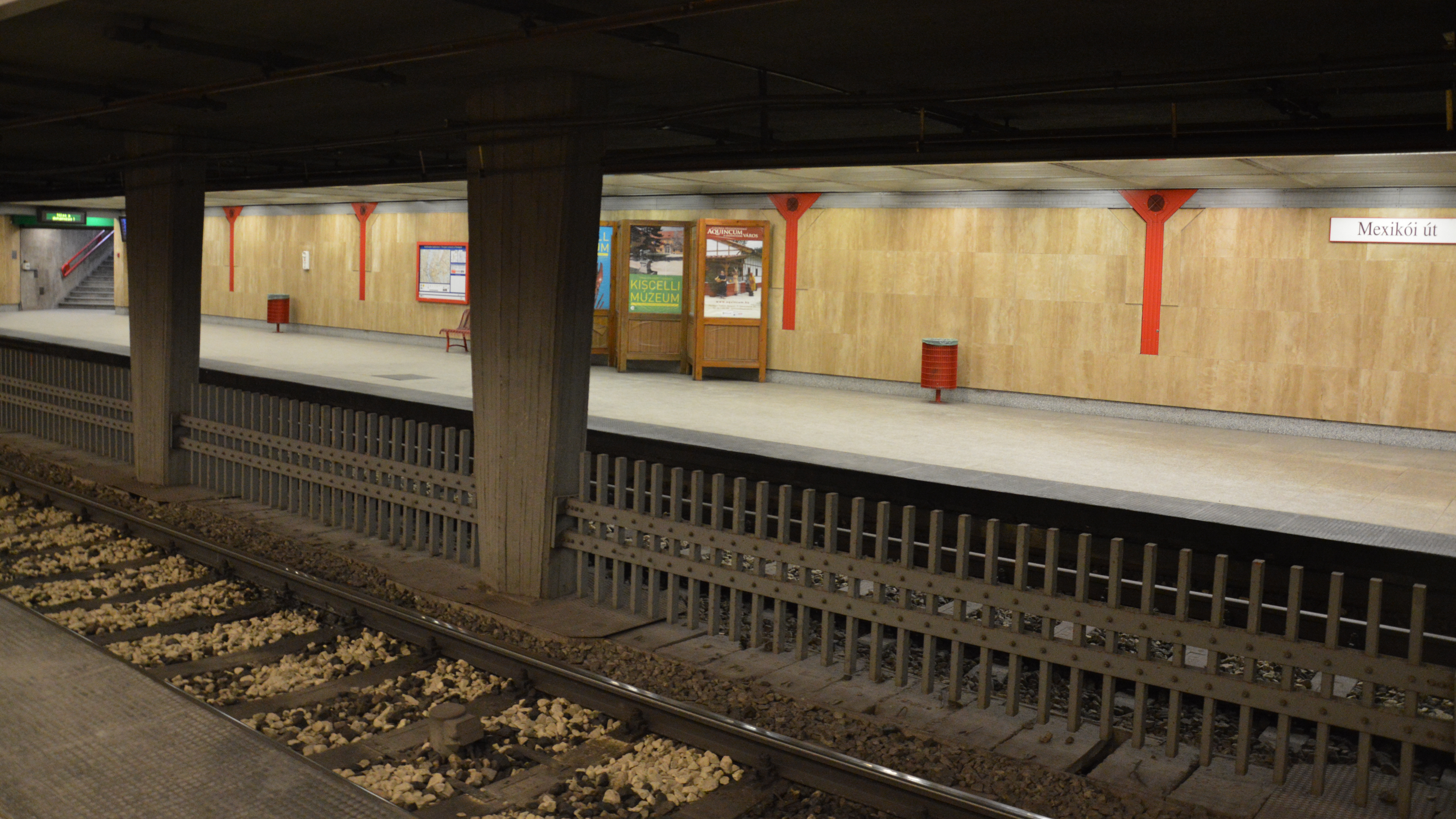
A túloldali peron
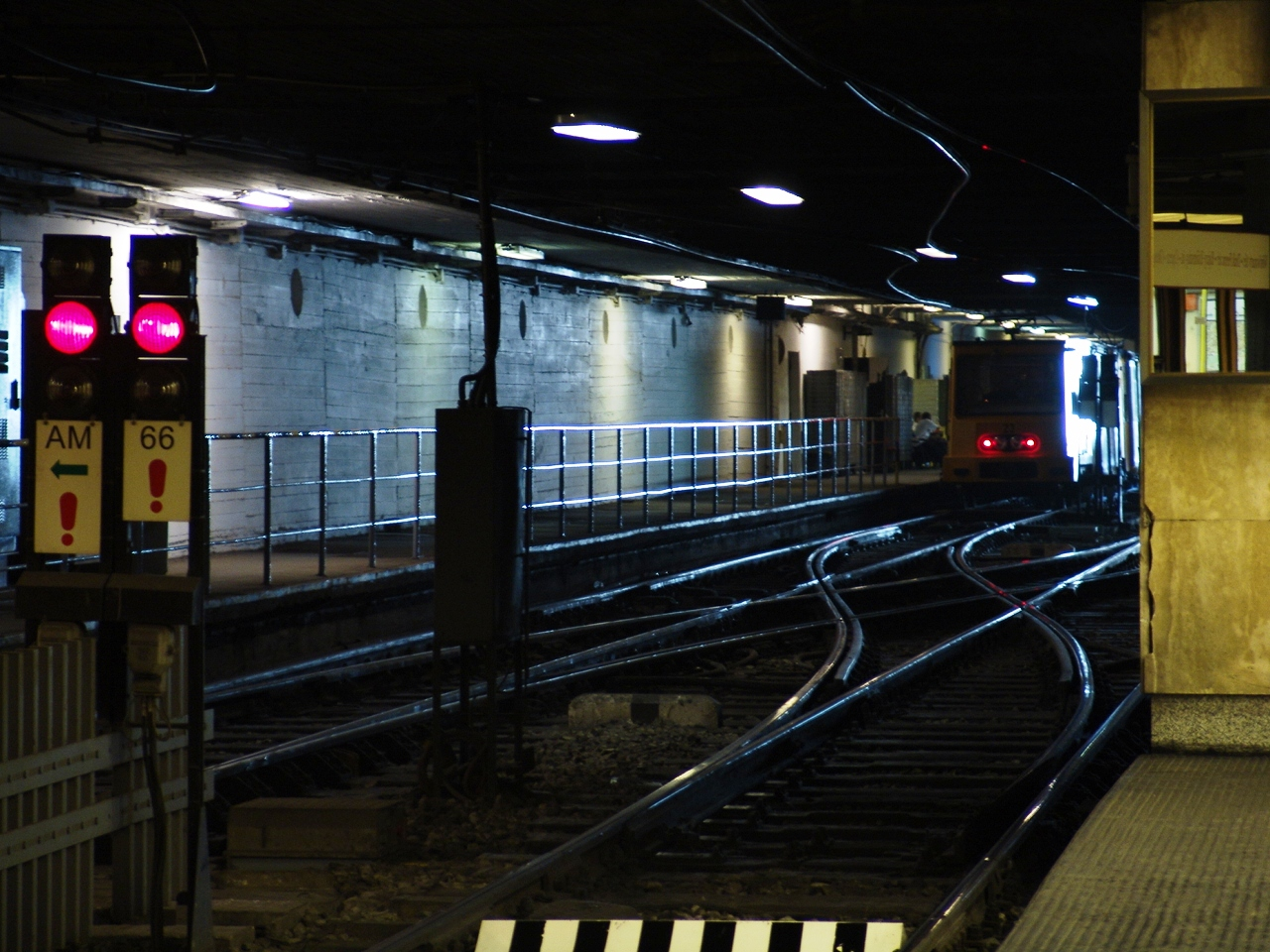
Fordítóvágányok az állomásról nézve
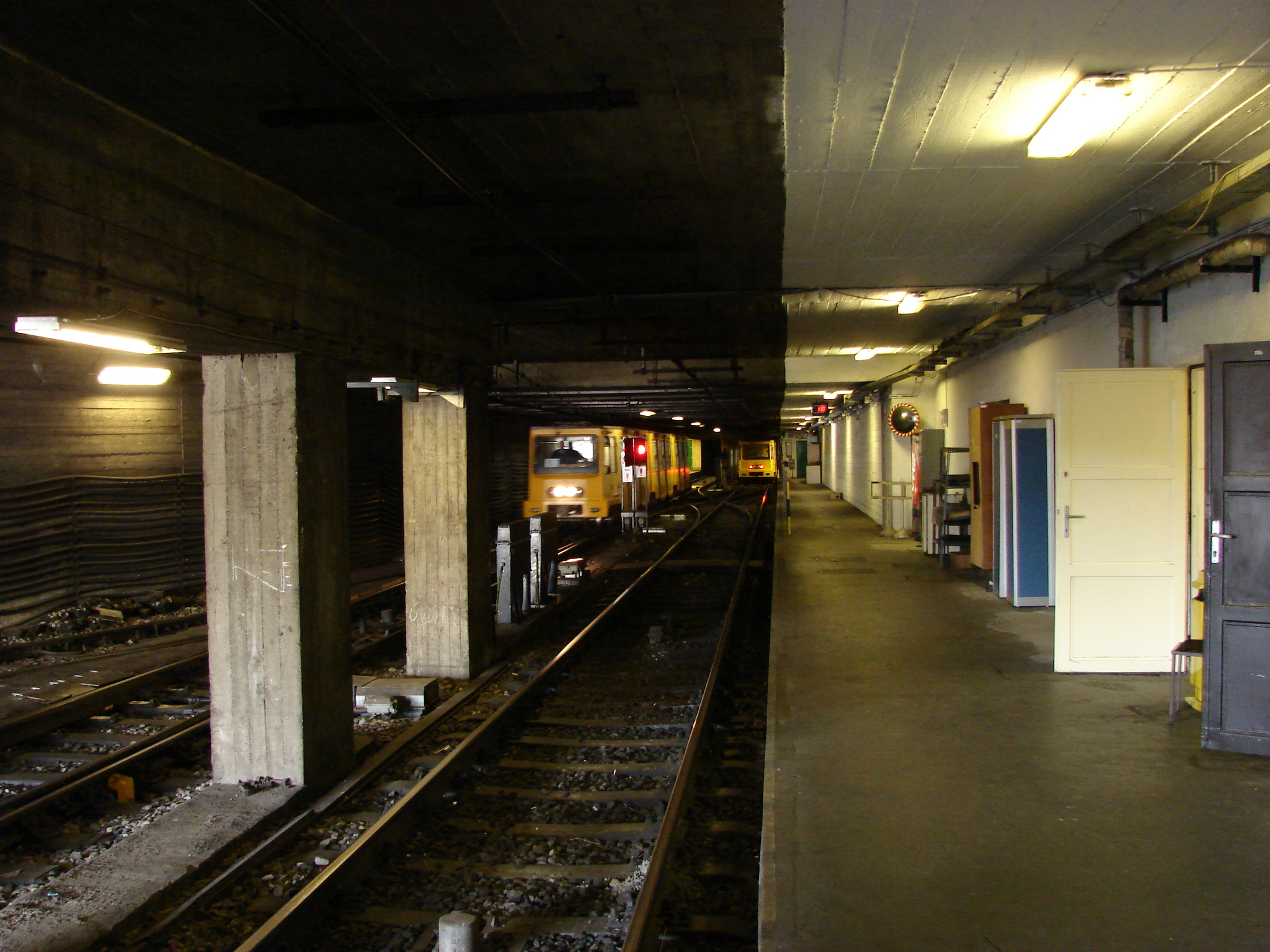
Kihúzó üzemi területről nézve